# Konrad II. (Werl-Arnsberg)
Konrad II. (* um 1040; † 1092 gefallen in Friesland) war Graf von Werl-Arnsberg und Vogt des Bistums Paderborn. Er blieb im Gegensatz zu anderen sächsischen Großen ein Anhänger Kaiser Heinrichs IV. Als Dank wurden ihm mit dem Recht des Vorstreits zwischen Weser und Rhein herausgehobene Rechte verliehen. Im Inneren begann zu seiner Zeit die Verlegung des Grafensitzes von Werl nach Arnsberg.

## Familie
Konrad war der Sohn des Grafen Bernhard II. Er hatte zwei Brüder mit Namen Heinrich und Liupold. Heinrich wurde Bischof in Paderborn. Der andere Bruder trat wenig in Erscheinung. Beim Streit um das Erbe Konrads gehörte er zu dem Teil der Familie, die 1102 Teile des Erbes an den Erzbischof von Köln übertrug. Daneben hatte Konrad die Schwester Ida. Folgt man Paul Leidinger, hat diese den Grafen Heinrich von Lauffen geheiratet. Ihre Tochter Adelheid wurde danach mit Adolf I. von Berg vermählt. 
Er selbst heiratete Mechthild (verschiedentlich auch Mathilde genannt), eine Tochter des Bayernherzogs Otto von Northeim und Richenzas. Diese war zuvor mit seinem Vorfahren Hermann III. von Werl verheiratet gewesen. Aus der Ehe gingen die Kinder Hermann (* 1070), Friedrich (* 1075), Gepa (* 1078) und Heinrich (* 1079) hervor. Der Sohn Hermann begleitete seinen Vater 1092 auf einem Kriegszug nach Friesland und wurde dabei getötet. Heinrich bekam nach dem Tod des Vaters die Vogtei über das Hochstift Paderborn und die Grafschaft Rietberg als Erbteil. Gepa gründete mit ihren drei Töchtern im Jahre 1131 das Augustiner-Chorfrauen-Stift Aroldessen. Haupterbe war der Sohn Friedrich.

## Leben

### Gefolgsmann Heinrich IV.
Trotz dieser engen Verwandtschaft stand Konrad auch während der von Otto von Northeim angeführten sächsischen Adelserhebung auf Seiten König Heinrichs IV.  Nach dem Sieg des späteren Kaisers 1072 hat möglicherweise auch Konrad von der Verteilung von Teilen des Northeimer Besitzes profitiert. Nach dem Wiederaufleben der Kämpfe stellte Heinrich IV. 1075 ein Heer aus allen Teilen des Reiches auf. Die Truppen aus Friesland und Westfalen standen dabei vermutlich unter dem Kommando von Konrad. Konrad hat möglicherweise 1075 auch an der Schlacht an der Unstrut teilgenommen.
Wahrscheinlich vor dem Hintergrund dieser herausgehobenen Stellung während des sächsischen Aufstandes wurde ihm das Recht des Vorstreits zwischen Rhein und Weser verliehen. Konrad hatte damit das Recht, im Bereich Friesland und Westfalen ein Heer zu führen, und hatte die Pflicht, dem König sicheres Geleit zu geben. Dieses Ehre blieb bis zum Ende der Grafschaft 1368 in der Hand der Grafenfamilie und ging danach auf die Grafen von Nassau über. Die Verleihung des Rechts hatte auch damit zu tun, dass der sächsische Herzog auf der Seite der Gegner Heinrichs IV. kämpfte. Konrad war somit eine der wichtigsten Stützen salischer Macht im westfälischen Raum. Aus diesem Grund entsandten die Gegenkönige Rudolf von Rheinfelden 1078 und Hermann von Salm 1082 unmittelbar nach ihrer Königswahl Truppen nach Westfalen. Vor dem Hintergrund der Konflikte zwischen Anhängern und Gegnern des Kaisers begann Konrad mit der Verlegung des Grafensitzes aus der ungeschützten Hellwegebene ins sauerländische Arnsberg. Dort ließ er die Alte Burg erbauen.

### Kampf um das Bistum Paderborn
Auch während des Investiturstreits blieb er auf Seiten des Kaisers. Konrad nahm dann auch wahrscheinlich von 1081 bis 1084 an Heinrichs IV. Italienzug teil. Es kann aber auch sein, dass er mit seinem Bruder Heinrich später folgte. Beide waren auf kaiserlicher Seite 1084/1085 Protagonisten im Kampf gegen die gregorianischen Kräfte um das Bistum Paderborn. Nach dem Tod des Bischofs Poppo von Paderborn kam der Gegenkönig Hermann von Salm 1083 selbst nach Paderborn, um als neuen papsttreuen Bischof Heinrich I. von Assel zu präsentieren. Dieser wurde vom Domkapitel auch rechtmäßig gewählt. Von seinem Bruder Heinrich von Werl kaufte Konrad dessen Erbteil, damit der Bruder mit dem Geld vom Kaiser das Bischofsamt von Paderborn erwerben konnte. Konrad selbst hat sich für den Bruder während der Belagerung von Rom beim Kaiser für Heinrich eingesetzt. Nachdem Heinrich vom Kaiser und vom (Gegen-)Papst Clemens III. als Bischof schließlich anerkannt worden war, unterstützte Konrad seinen Bruder bei der Vertreibung von Heinrich von Assel. Im Grenzbereich zu Paderborn ließ wahrscheinlich er die alte Burg Rietberg erbauen.

### Friesischer Krieg
Für den Krieg gegen Friesland hob er 1092 ein Reichsheer im Gebiet zwischen Corvey im Osten und dem Kloster Werden im Westen aus. Dabei ging es zum einen darum, die Friesen für den Kaiser zu unterwerfen. Zum anderen ging es Konrad um die Sicherung der Werler Interessen in diesem Raum. In diesem Krieg kam es zu drei größeren Schlachten im Land der Morseten, bei Eckern und bei Sethe. Bereits in der ersten Schlacht wurden Konrad und sein Sohn Hermann von den Morseten erschlagen. Die Morseten („Moorsitzer“) waren die Bewohner eines der sieben friesischen Gaue im Erzstift Bremen, sie siedelten im Bereich des Lengener Moores bei Leer. In den beiden folgenden Gefechten wurde das westfälische Heer innerhalb von nur zehn Tagen fast vollständig aufgerieben.
Nachfolger wurden seine Söhne Heinrich und Friedrich. Die Folgen der Niederlage waren für das Werler Haus beträchtlich. Der Kaiser, der zu dieser Zeit in Oberitalien festsaß, versuchte von dort aus die Verhältnisse im Norden zu regeln. Er stärkte die Stellung des Northeimer Grafen Heinrich des Fetten und übertrug die bisherigen Werler Grafschaftsrechte in Friesland an das Erzbistum Bremen-Hamburg. Diese Rechte gingen den Werlern damit für immer verloren. Die Northeimer wandten sich unmittelbar nach dem Tod Konrads nach Westfalen, wahrscheinlich um die früher eingebüßten Besitzungen Richenza zurückzugewinnen. Teile davon überließen die Northeimer später dem Kölner Erzstift, um sie so dem Besitzstreben Friedrichs von Werl-Arnsbergs auf Dauer zu entziehen.